# Juliette Arnaud
Pour les articles homonymes, voir Arnaud.
Ne doit pas être confondu avec Julie Arnold.
Juliette Arnaud est une actrice, scénariste, chroniqueuse de radio, autrice et animatrice de télévision française, née le 6 mars 1973 à Saint-Étienne.

## Biographie

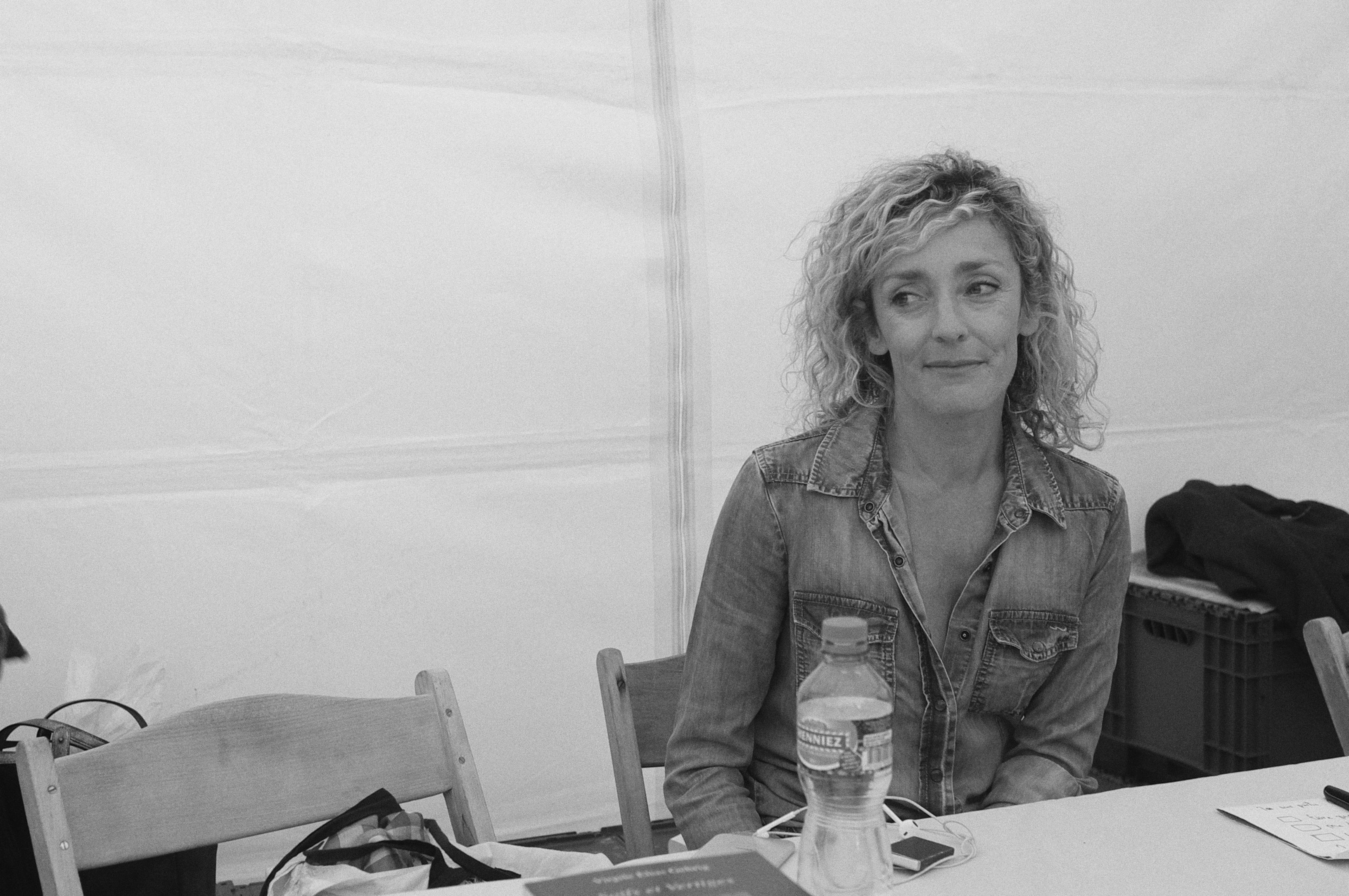
Séance de dédicaces - Le livre sur les quais, à Morges en Suisse, en 2018.

Juliette Arnaud naît à Saint-Étienne, d'un père chef de chantier et d'une mère professeure de lettres classiques.
Elle entame, jeune adulte, un cursus de science politique mais arrête un an plus tard.
Juliette Arnaud se forme en comédie et art dramatique au cours Florent où elle rencontre Christine Anglio et Corinne Puget, cette dernière avec laquelle elle joue plus tard dans la pièce de (café-)théâtre Arrête de pleurer Pénélope.
Elle est un temps en couple avec le comique et acteur Michaël Youn, de 1998 à 2004.
En 2019, elle fait partie de l'équipe des rédactrices du nouveau mensuel féministe satirique Siné Madame dès son lancement.

## Filmographie
Sauf indication contraire, les informations mentionnées dans cette section peuvent être confirmées par les bases de données cinématographiques  présentes dans la section « Liens externes ».

### Actrice

#### Cinéma

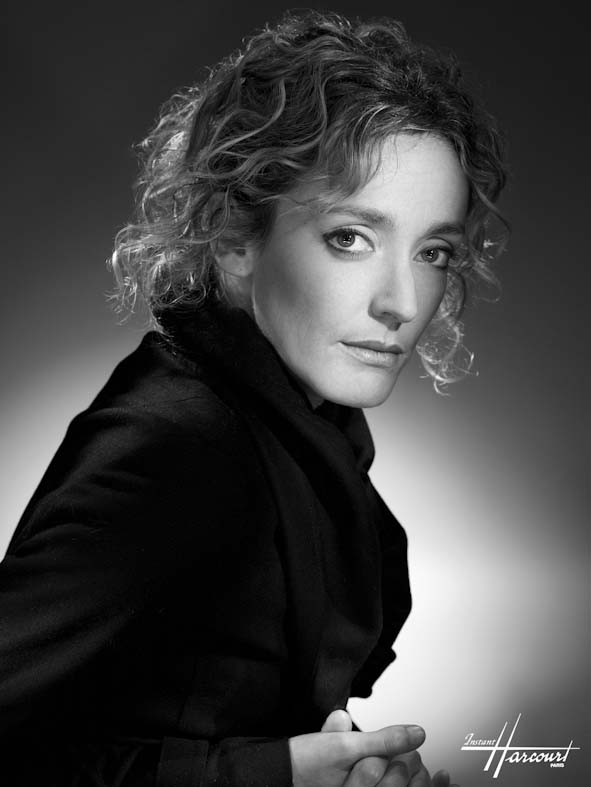
Juliette Arnaud en 2008 (photo studio Harcourt).

- 2004 : Les Onze Commandements de François Desagnat et Thomas Sorriaux : Juliette
- 2005 : L'un reste, l'autre part de Claude Berri
- 2007 : Ensemble, c'est tout de Claude Berri : Aurélia
- 2008 : Tu peux garder un secret ? d'Alexandre Arcady : Delphine
- 2008 : De l'autre côté du lit de Pascale Pouzadoux : Charlotte
- 2009 : Divorces de Valérie Guignabodet : Florence
- 2012 : Arrête de pleurer Pénélope de Juliette Arnaud et Corinne Puget : Chloé
- 2016 : Venise sous la neige d'Elliott Covrigaru : Patricia
- 2018 : Luna d'Elsa Diringer : Corinne

#### Séries télévisées
- 2009-2013 : Drôle de famille ! de Stéphane Clavier : Elsa (4 épisodes)
- 2018 : Alice Nevers, Corinne Fouché (2 épisodes)
- 2018 : Léo Matteï, Brigade des mineurs : Maitre Keller (saison 6, épisodes 5 et 6)
- 2020 : Clem : Rachel/Léa (saison 10, 6 épisodes)

#### Téléfilm
- 2012 : L'Homme de ses rêves de Christophe Douchand : Lolo

### Scénariste
- 2003 : La Beuze de François Desagnat

## Théâtre
Sauf indication contraire ou complémentaire, les informations mentionnées dans cette section peuvent être confirmées par la base de données Les Archives du spectacle.
- 2002 : Arrête de pleurer Pénélope, coécrit avec Christine Anglio et Corinne Puget, mise en scène Thomas Le Douarec, Café de la Gare
- 2006 : Arrête de pleurer Pénélope 2, coécrit avec Christine Anglio et Corinne Puget, mise en scène Michèle Bernier, Théâtre Fontaine
- 2014 : Frangines, coécrit avec Samantha Benoit, Théâtre Trévise
- 2016 : Sœurs malgré tout d'Armelle Jover, mise en scène Raymond Acquaviva, Théâtre Tête d'or

## Émissions

### Télévision
- Coanime Intervilles avec Nagui pendant l'été 2004 sur France 2.
- Coprésentatrice de l’émission de Stéphane Bern sur Canal+ 20 h 10 pétantes.
- Présentatrice d'une émission sur la chaîne du câble Téva : Dis-moi oui, un programme de télé-réalité américain.
- Apparitions récurrentes dans la série d'émissions en caméra cachée Action discrète sur Canal+ (entre autres : SOS Femmes Chéries, Les Gars Bien)[5].
- Elle présente la huitième cérémonie des Gérard de la télévision sur Paris Première.
- De mars à mai 2014[6], elle a été chroniqueuse dans Y'a que les imbéciles qui ne changent pas d'avis !, présenté par Valérie Damidot, sur M6.

### Radio
Dès 2014, Juliette Arnaud intervient comme chroniqueuse littéraire dans l'émission intitulée Si tu écoutes, j'annule tout sur la radio publique France Inter. L'émission est renommée Par Jupiter ! en août 2017, puis C’est encore nous en août 2022.
De 2019 à 2023, elle coprésente les émissions du lundi et du jeudi avec Charline Vanhoenacker. Elle accompagne l'ascension et les records d'audience de cette émission jusqu'à la première place sur sa case, en 2021, l'émission atteint 1,3 million d'auditeurs par jour en moyenne, ce qui est le meilleur résultat de toute l'histoire d'Inter sur cette tranche horaire. Lors de la saison 2023-2024, l’émission devient hebdomadaire (Le Grand Dimanche soir) et est diffusée le dimanche de 18h à 20h. Juliette Arnaud la coprésente avec Charline Vanhoenacker, Guillaume Meurice et Aymeric Lompret. Le Grand Dimanche soir fait des audiences très importantes et se termine sur un record : selon Mediamétrie le programme a été écouté chaque semaine entre avril et juin par 793 000 auditeurs, soit 300 000 de plus que l'année précédente,. Malgré ce succès, l'émission est déprogrammée, après la mise à pied de Guillaume Meurice par la direction de Radio France pour sa blague sur Benyamin Netanyahou, dans le contexte du génocide à Gaza, mais aussi la démission en direct de Djamil le Shlag en soutien à Guillaume Meurice.
Annoncé le 26 août 2024, depuis septembre de cette même année, Juliette Arnaud co-présente l'émission La Dernière sur Radio Nova, en compagnie de Guillaume Meurice, Aymeric Lompret, et Pierre-emmanuel Barré, dans laquelle elle participe à plusieurs séquences, et y tient La chronique de Juliette Arnaud qui est généralement une chronique littéraire.

## Publications
- Arsène, Casterman, 2012  (ISBN 978-2-203-02994-1)
- Comment t’écrire adieu, Paris, Éditions Belfond, 2018, 144 p.  (ISBN 978-2-7144-7993-8)
- Maintenant, comme avant, Paris, Éditions Belfond, 2019